# Dames canadiennes
Pour un article plus général, voir Dames.
Les dames canadiennes sont un jeu de stratégie combinatoire abstrait de la famille des dames, aux règles très similaires à celles des dames dites internationales, si ce n'est en ce qui concerne la taille du damier. Les dames canadiennes étaient jouées principalement au Canada mais ne sont plus guère pratiquées au XXIe siècle.

## Règles

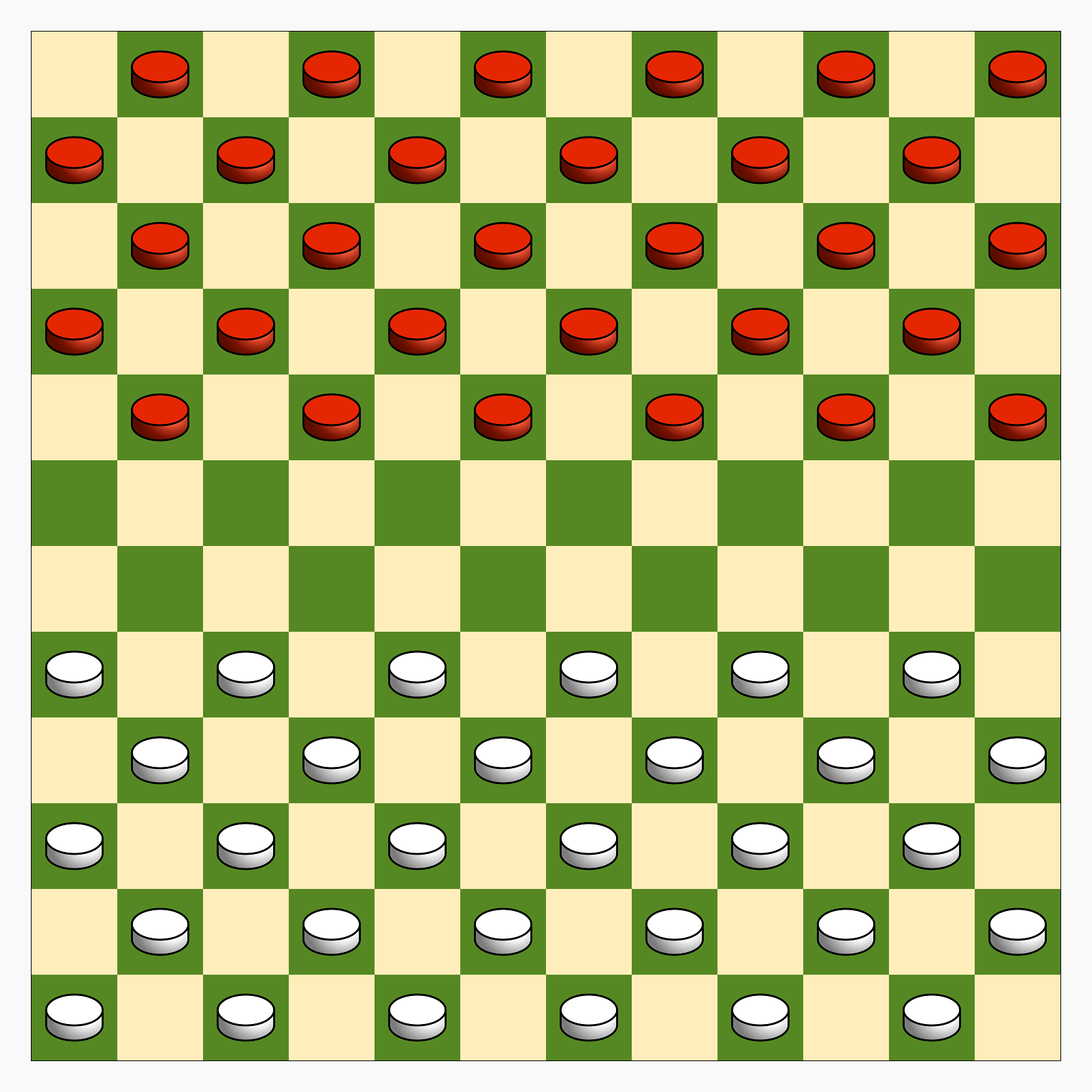
Position de départ aux dames canadiennes.

- Taille du plateau: 144 cases (12 x 12) ;
- Nombre de pions : 60 (2 x 30) ;
- Orientation du plateau : la grande diagonale relie la gauche de chaque joueur ;
- Cases utilisées : cases sombres ;
- Joueur qui commence : Blancs ;
- Prise autorisée des pions : diagonales avant et arrière ;
- Contrainte de prise : prise majoritaire obligatoire ;
- Prise qualitative : facultative ;
- Souffler : interdit ;
- Forcer : autorisé ;
- Laisser faire : autorisé ;
- Dame: dame volante ;
- Retrait des pions pris : après la rafle ;
- Prise d'un même pion plusieurs fois au cours d'une rafle : interdite ;
- Promotion en passant : interdite.

## Notation

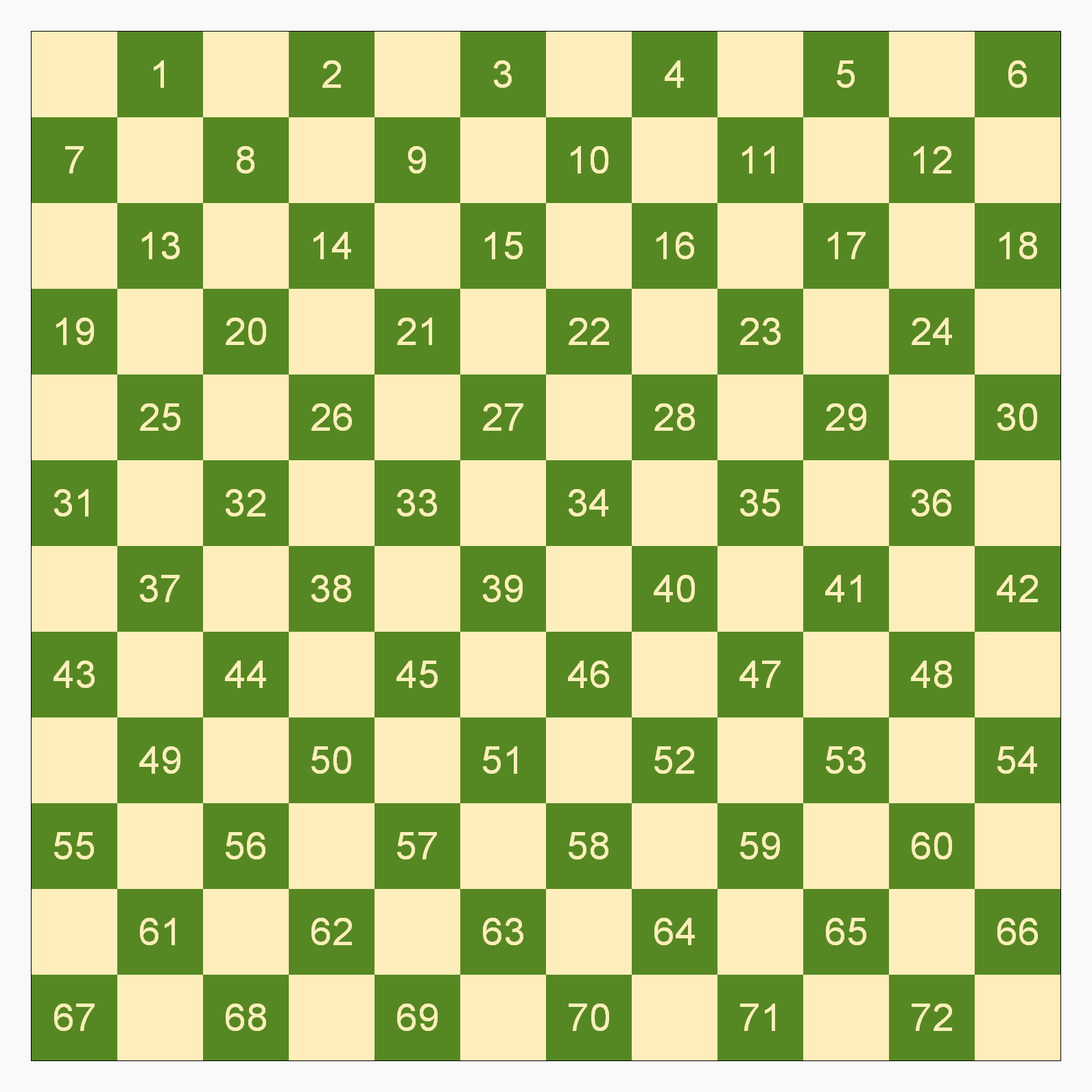
Numérotation des cases du damier.

Chaque case du damier est numérotée, pour noter un coup on écrit le numéro de la case de départ du pion et celui de sa case d'arrivée, séparés d'un tiret d'il s'agit d'un déplacement simple et d'une croix s'il s'agit d'une prise.

## Histoire
Le jeu a été inventé par des colons français installé au Québec à une date indéterminée, il était alors appelé Grand jeu de dames. Cependant les dames canadiennes ne sont pas les seules à utiliser un damier de 144 cases, la vente de tels plateaux étant attestée à Londres en 1805.

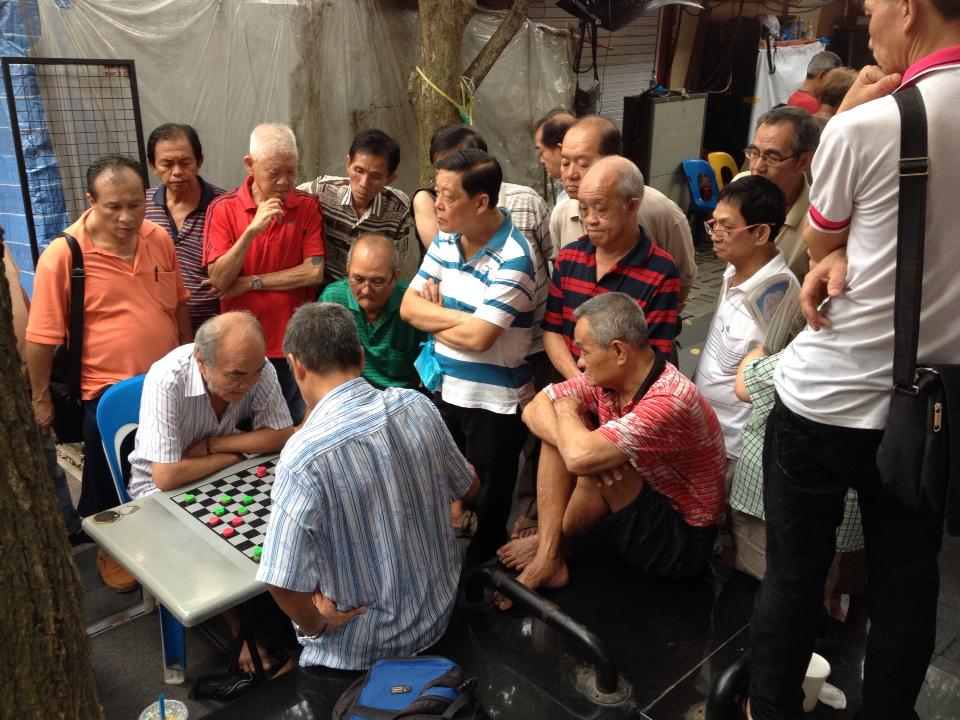
Pratique à Singapour.

La règle autorisant le souffler a été abolie en 1880.